# Daniel Swarovski

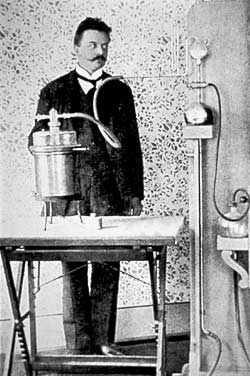
Swarovski w 1891 roku

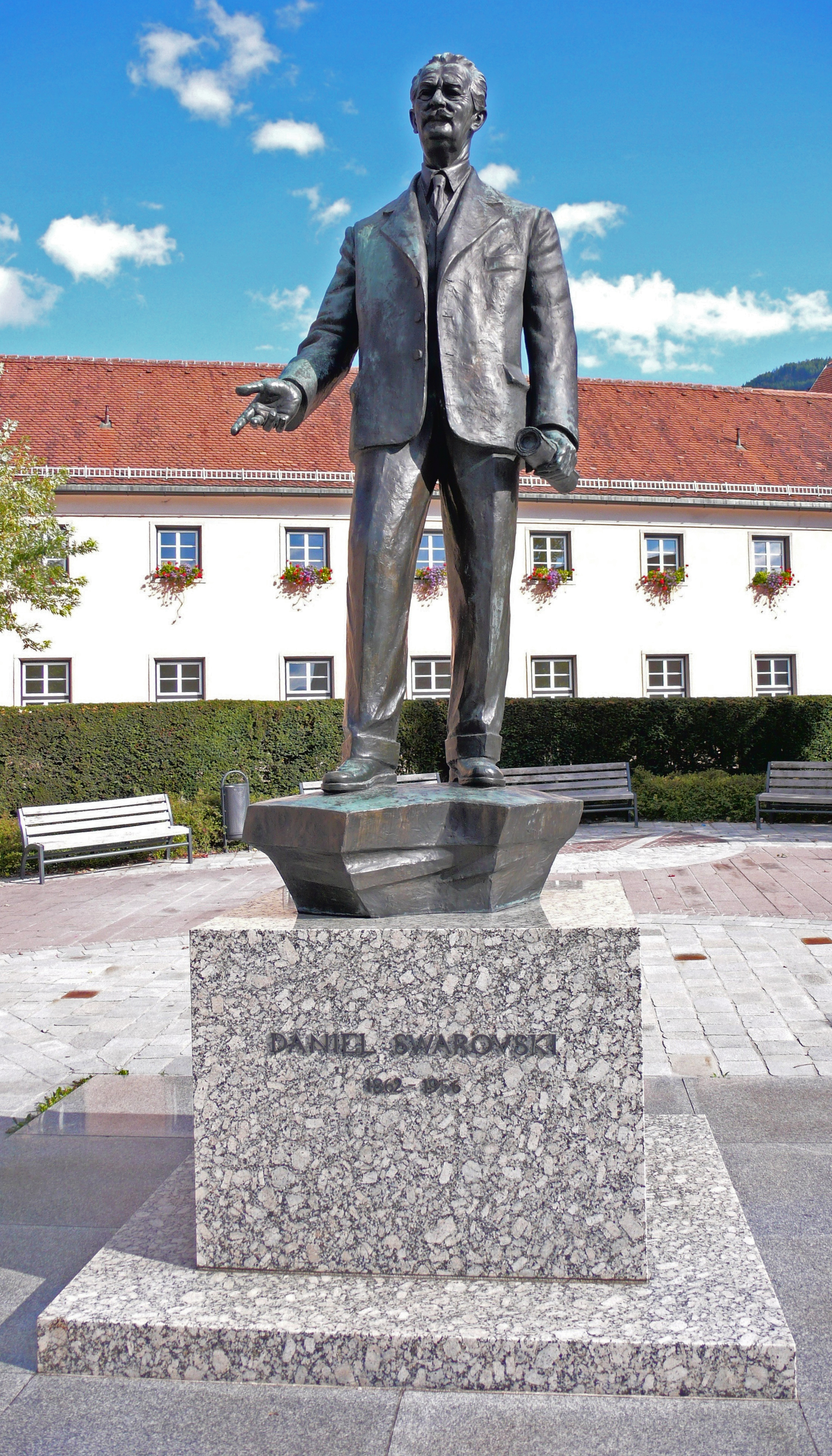
Rzeźba przedstawiająca Daniela Swarovskiego, autorstwa Gustinusa Ambrosiego w Wattens

Daniel Swarovski (ur. 24 października 1862 w Jiřetín pod Bukovou, zm. 23 stycznia 1956 w Wattens) – austriacki szlifierz szkła, pochodzenia czeskiego. Założył przedsiębiorstwo Swarovski, które stało się przodującą w świecie marką szlifowanego szkła kryształowego. W roku 1892 opatentował elektryczną maszynę do szlifowania kryształu. Obecnie firma D. Swarovski KG jest marką rozpoznawalną na świecie.

## Życiorys
Urodził się 24 października 1862 w Jiřetínie pod Bukovou jako najstarsze dziecko i jedyny syn Franza Antona Swarovskiego i Helene Swarovskiej (z domu Staffen). Dorastał w małej wiosce położonej w północnych Czechach, w pobliżu Jablonca nad Nysą, 20 km od obecnej granicy z Polską, w centrum regionu słynącego z produkcji szkła i sztucznej biżuterii. Jak wielu mieszkańców Gór Izerskich, jego ojciec był szlifierzem szkła, a Daniel po raz pierwszy nauczył się sztuki cięcia szkła w małej fabryce ojca. Wykonywali ręcznie kryształy i wysyłali firmie Gebrüder Feix, która ozdabiała nimi grzebienie i broszki.
W 1883 roku zwiedził Międzynarodową Wystawę Elektryczności w Wiedniu, gdzie zainspirowany wynalazkami Edisona i Siemensa wpadł na pomysł stworzenia elektrycznej maszyny do szlifowania. W 1892 roku opatentował maszynę, która po raz pierwszy umożliwiła perfekcyjną obróbkę kryształu i ułatwiła produkcję biżuterii, gdyż do tamtego momentu musiał być cięty ręcznie. W 1895 roku wraz z rodziną, przeniósł się do Wattens w austriackim Tyrolu. Udał się tam, aby ochronić swój wynalazek przed konkurencją, a także po to, by zaprząc płynącą w okolicy wodę do wytwarzania energii dla jego fabryki. Wraz z Armandem Kosmanem i Franzem Weisem założył firmę "A. Kosmann, D. Swarovski & Co.".
We współpracy z lekarzem z Wattens, Karlem Steinerem, Daniel Swarovski, jako radny, był znacząco zaangażowany w budowę nowoczesnego źródła wody pitnej dla gminy. Budowa mieszkań służbowych dla pracowników przy Weisstraße i Swarovskistraße położyła podwaliny pod program osiedleńczy, który był szeroko kontynuowany przez jego wnuka, Daniela Swarovskiego II (syna Fritza).
W 1908 roku wraz z synami rozpoczął pracę nad produkcją własnego szkła. Dwa lata później powstało przedsiębiorstwo Glasfabrik D. Swarovski, a pięć lat później wyszła pierwsza partia szkła. Przepis na kryształy do dzisiaj jest najściślej strzeżoną tajemnicą firmy. W 1919 roku Swarovski założył spółkę Tyrolit, wprowadzając narzędzia do szlifowania i polerowania na rynek. W 1949 roku jego syn Wilhelm założył firmę Swarovski Optik KG w Absam w Tyrolu.

## Życie prywatne
W 1887 roku Swarovski ożenił się z Marie Weis, siostrą swojego partnera biznesowego Franza Weisa, z którą miał trzech synów: Fritza, Alfreda i Wilhelma. Zmarł w wieku 93 lat, 23 stycznia 1956 roku, w Wattens.
Należał do partii nazistowskiej (numer członkowski: 6.181.200). 16 maja 1938 roku złożył wniosek o regularne do partii i został przyjęty z mocą wsteczną od 1 maja.

## Ordery, odznaczenia i wyróżnienia
- Kawaler Orderu św. Grzegorza Wielkiego
- Odznaka Honorowa za Zasługi dla Republiki Austrii
- Medal Juliusa Raaba
- Członek honorowy Uniwersytetu Leopolda i Franciszka w Innsbrucku